# 오재한
오재한(1991년 4월 12일~)은 대한민국의 봅슬레이 선수로, 2014년 동계 올림픽에 참가했다.